# نخ‌های باریک (فیلم)
نخ‌های باریک (به هندی: Bandhan Kuchchey Dhaagon Ka) و (به انگلیسی: Slender Threads) فیلمی هندی محصول سال ۱۹۸۳ و به کارگردانی آنیل شارما است. در این فیلم بازیگرانی همچون شاشی کاپور، راکهی گلزار، زینت امان، دون ورما، بیندو، پریم چوپرا، راضا مراد و ریحانه سلطان ایفای نقش کرده‌اند.